# Joan Soler i Diffent
Joan Soler i Diffent (Terrassa, 17 de febrer del 1870 - Terrassa, 3 de maig del 1956) va ser un violinista i compositor català.

## Biografia
Residí a Mèxic, d'on retornà el 1907. S'establí a Terrassa i hi fou mestre de les Escoles Pies, director del Cor “Los Amigos” (1907-1911) i de la Banda Municipal (1920-1923), professor de violí de l'Escola Municipal de Música (1917-1925) i del nou Conservatori de Terrassa (1925). Després de la guerra civil es va incorporar a l'orquestra “Muixins de Sabadell” com a intèrpret de viola. Tingué de deixebles Joan Tomàs i Parés, Emili Renalias i Beneta Trullàs i, posteriorment, aquests músics també foren professors del Conservatori. El fons documental personal del músic es conserva a l'Arxiu Històric de Terrassa.

## Obres
- Gozos en alabanza de San Cristóbal: patrón del Gremio de Chóferes de la Ciudad de Tarrassa.  Terrassa: Tip. Martí, 1941. (diverses reimpressions)
- Goigs del màrtir Sant Cristòfol: patró del gremi de xofers de Terrassa i la seva comarca.  Terrassa: Tip. Martí, 1946. (diverses reimpressions)
- Inèdites, del fons de la catedral-basílica del Sant Esperit de Terrassa: Ària per a violí i harmònium (1943); Cançons de Nadal (recull de quatre peces dels anys 1939 a 1943)[3][4]
- Sardanes: A la Pola, Cantant, Comiat, Egara (1948), L'enamorada, Matadeperenca, La Moreneta, Els petits, La quitxalla (1933), Record, Saltadora (1948), La titafona, Torrebonica[5]